# جنيوت
چِنيوٹ هي مدينة باكستانية تقع في إقليم البنجاب. يفوق عدد سكانها 4 ملايين نسمة.

## أعلام
- ميان محمد منشاء
- راشد رياض